# Harmaclona afrotephrantha
Harmaclona afrotephrantha är en fjärilsart som beskrevs av Davis 1998. Harmaclona afrotephrantha ingår i släktet Harmaclona och familjen äkta malar. Inga underarter finns listade i Catalogue of Life.